# День милисианос
День милисианос (исп. Día del Miliciano) — один из праздников Республики Куба (17 апреля).

## История
После бомбардировки кубинских аэродромов 15 апреля 1961 года самолётами B-26 с опознавательными знаками ВВС Кубы правительство Кубы обратилось к населению с призывом с оружием в руках выступить на защиту Кубинской революции и её завоеваний. Массовый приток добровольцев позволил сформировать дополнительные отряды «милисианос», которые взяли под охрану стратегические объекты, обеспечили охрану морских портов и ряда участков побережья, подходящих для высадки морского десанта (так как военно-политическое руководство страны в это время не исключало возможность высадки диверсионных групп и крупных сил противника в нескольких различных местах) и сыграли важную роль в разгроме подготовленной США «бригады 2506», высадившейся в районе бухты Кочинос. В память о победе и в ознаменование заслуг ополченцев 17 апреля 1961 года было признано праздничным днём.